# Benedikt Kautsky
Benedikt Kautsky, mort le 1er avril 1960 à Vienne, est un homme politique autrichien.

## Biographie
Il est né le 1er novembre 1894 à Stuttgart, à Vienne et à Zurich. Il est le fils de Luise et Karl Kautsky et le petit-fils de l'écrivaine Minna Kautsky et du peintre Johann Kautsky. De 1921 à 1938, il est secrétaire de la Chambre du travail de Vienne. En mai 1938, il a été arrêté après l'annexion de l'Autriche par l’Allemagne nazie.

### La déportation
Il reste trois mois au camp de concentration de Dachau et est transféré à Buchenwald. De Buchenwald, il a été transféré en octobre 1942 à Auschwitz, où il a été détenu dans le camp de Monowitz et sur le site de construction.
Plus tard, il est déplacé au camp de concentration de Buchenwald. Avec Ernst Thape à Buchenwald, il est membre du comité des communistes et des démocrates-chrétiens. Il est libéré en avril 1945 du camp de concentration de Buchenwald.

## Après la guerre
Après la guerre, de 1945 à 1950 il vit à Zurich. Il travaille dans les années 1950 à 1958 comme conférencier à l'Université de Graz. Il rejoint le Parti socialiste d'Autriche. En 1958, il est nommé Directeur général adjoint de la Creditanstalt-Bankverein.
Il est l'auteur de l'avant-projet de programme du Parti social-démocrate d'Autriche (SPÖ) en 1958 et l'un des auteurs principaux du programme de Bad Godesberg des sociaux-démocrates d'Allemagne en 1959.
Il repose dans une tombe d'honneur (Division 1, Ring 3, Groupe 2, numéro 74) à Simmering.